# Липовце
Липовце (словац. Lipovce) — село в Словаччині, Пряшівському окрузі Пряшівського краю. Розташоване в північній частині східної Словаччини, на межі Шариської височини та Браниська в долині потока Липовець.
До села було приєднане сусіднє поселення Лачнов (словац. Lačnov).
Уперше село Липовце згадується у 1320 році а село Лачнов у 1389 році.

## Культурні пам'ятки
У селі є римо—католицький костел святого Юрія збудований первісно в стилі готики, у 1663 році перебудований в стилі ренесансу.
В частині села Лачнів є греко—католицька церква святого Архангела Михаїла з 1907 року, на місці старішої дерев'яної церкви. Згідно з усним переказом при її будові було виявлено кам'яні рештки церкви приблизно з 10 століття.
В кадастрі села є джерело мінеральної води Салватор (словац. Salvator), на основі якої в минулому населення східної Словаччини яку—небудь мінеральну воду неофіційно називало «салваторка».

## Населення
| Рік:            | 1994. | 2004.   | 2014.  | 2024.   |
| --------------- | ----- | ------- | ------ | ------- |
| Кількість осіб: | 506   | 500     | 521    | 517     |
| Різниця:        |       | -1,18 % | +4,2 % | -0,76 % |

| Рік:            | 2023. | 2024.   |
| --------------- | ----- | ------- |
| Кількість осіб: | 511   | 517     |
| Різниця:        |       | +1,17 % |

У селі проживає 517 осіб. У частині села Лачнов живе всього кілька пенсіонерів.